# Kolportáž

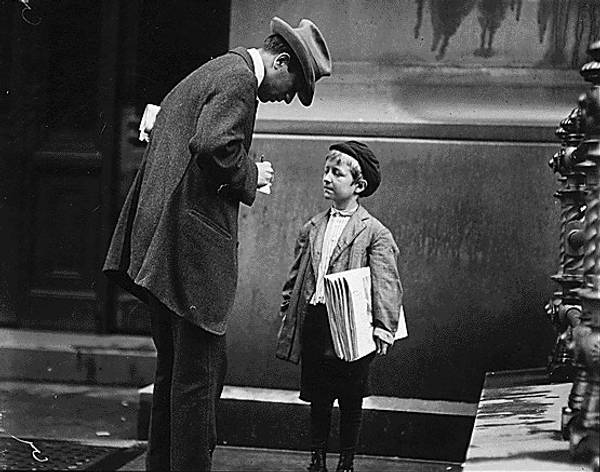
Chlapec pracující jako kamelot v roce 1910

Kolportáž (z francouzského colportage) je důsledně vzato individuální roznáška jakéhokoli zboží. Nejčastěji je však spojována s pouličním prodejem nebo distribucí tiskovin a to jak na bází komerční, tak i nekomerční. Osoba, která takovou profesi vykonává se označuje jako kolportér.
Původní francouzští kolportéři byli distributory zboží na francouzském venkově. V tomto smyslu může být za určitých okolností synonymem kolportáže pouliční, resp. podomní obchod. Jsou-li tiskoviny prodávány pouličně, může být takový kolportér označován jako  kamelot. Kameloti prodávají noviny na rušných ulicích. Především v minulosti byli známí tím, že prodej novin podporovali vyvoláváním nejzajímavějších zpráv a vybízeli tím kolemjdoucí k prodeji.
V současnosti upřesnostňuje většina komerčních knihkupců prodej knih skrze kamenná knihkupectví nebo přes internet. Ve vzdálených vesnicích a těžko dostupných oblastech však může být kolportáž dodnes užitečným distribučním nástrojem. V nedemokratických zemích byla v minulosti roznáška literatury skrze kolportéry osvědčeným způsobem, jak mezi obyvatelstvo dostat cenzurované a nepovolené tiskoviny. Tuto službu může částečně plnit internet, pakliže není blokován. 
V 21. století zůstávají tradiční metody kolportáže především doménou pouličních prodejců novin, distributorů reklamních letáků (pakliže to umožňuje tržní řád jednotlivých obcí a měst) a různých pouličních evangelistů – většinou svědků Jehovových, případně členů hnutí Hare Krišna. 

## Historie

### Rakousko-Uhersko
Během 19. století se na území Rakouska-Uherska kolportáž využívala hlavně pro šíření tiskovin politických stran, které stály vůči monarchii v opozici. Jedním z takových kolportážně šířených periodik byl například časopis Slovan Karla Havlíčka Borovského nebo radikální časopis mladých antimilitaristů zvaný Mladé proudy. Na začátku 20. století se rakousko-uherské úřady politické opozice silně obávaly, a proto se kolportáž v Předlitavsku výrazně omezila. Další rána pro kolportéry přišla s vyhlášením první světové války, kdy se přistoupilo k cenzuře celkem šestačtyřiceti periodik, především sociálně demokratického a národně sociálního tisku, mezi které patřily mj. i Mladé proudy, České slovo nebo Volná myšlenka. Rozsáhlé rušení tisku bylo podloženo přijetím zákona o zrušení tiskové svobody, což z omezení kolportáže přerostlo až k jejímu zákazu.
Mimo politickou kolportáž lze zmínit i náboženskou. Náboženské kolportáže umožnilo šířit koncem 19. století postupné uvolňování občanských a náboženských svobod v Rakousku-Uhersku. Především ze Spojených států amerických, jež byly založeny na principu náboženské svobody, začali do střední Evropy přijíždět zástupci různých nekatolických vyznání — adventisté, baptisté, badatelé Bible anebo mormoni, kteří započali mezi místními kolportovat svoji konfesní literaturu v podobě traktátů, brožur, knih i periodik, které v této oblasti byly poměrně neznámé.

### První republika
Po pádu monarchie a vzniku První republiky byl policejně potírán radikální levicový a pravicový tisk. Komunistické a fašistické, potažmo sudetoněmecké, tiskoviny byly považovány za protistátní a prodej takového tisku v novinových stáncích byl znemožněn, vydavatelům pak za porušení hrozily vysoké pokuty, což vedlo k kolportáži. Nicméně roku 1933 byl přijat Malý tiskový zákon, který situaci komunistické kolportáže zhoršil a nebyla ve většině případů tolerována. Také byla zakázána distribuce komunistických letáků pro mládež.

### Protektorát Čechy a Morava
Za období německé okupace Československa se kolportážním centrem stal časopis V boj, který byl distribuován až v 10 000 kusech. O jeho kolportáž se zasloužil grafik a ilustrátor Vojtěch Preissig, který byl za tuto činnost později zadržen gestapem a poslán do koncentračního tábora Dachau, kde roku 1944 zemřel. Na kolportáži se podíleli i komunisté, kteří na Ústecku působili v odbojové skupině Herty Lindnerové, někdy známá i jako Lípoví bratři. Jejich odbojová činnost spočívala ve spolupráci s německou antifašistickou skupinou Rudí horolezci. Společně se podíleli na kolportáži ilegálních tiskovin a finanční podpoře rodinám postižených válkou. Na podzim 1941 byla skupina Herty Lindnerové zatčena a po soudním procesu většina jejích členů v roce 1943 popravena v Berlíně.

## Kolportéři (charakteristika a odlišnosti)
Vzhledem k tomu, že motivace k šíření tiskovin a cíle se u každého kolportéra lišily, tudíž je nutné jednotlivé kolportéry či kolportérské skupiny diferencovat. Obecně by se daly shrnout do následujících kategorií:
- Knižní evangelisté; šířili mezi veřejnost zpravidla nekomerční cestou náboženské texty a jejich motivací byla touha informovat své okolí, přičemž samotní kolportéři většinou byli stoupenci některé církve. Jako příklad lze uvést Jana Husa[13] nebo Petra Chelčického, kteří se mnohdy uchylovali i ke psaní evangelizačních dopisů, které následně jejich příznivci kolportovali dál.[14]
- Političtí a národní agitátoři; formou osobní distribuce propagovali své národní nebo politické myšlenky.[15][16]
- Cestující knihkupci; ti usilovali zejména o finanční profit.[17]

## Zajímavosti
- Nejznámějším kolportérem, respektive kamelotem, je televizní Večerníček.[18]
- Postava pouličního kamelota se objevuje v mnoha českých filmech.
- Nadživotní socha pouličního prodejce novin je umístěna na fasádě domu Praha-Blanická č. 19.[19]